# 2018년 아시안 게임 야구
2018년 아시안 게임 야구는 인도네시아 자카르타에서 2018년 8월 26일부터 2018년9월 1일까지 개최되었다. 각 경기는 자카르타의 겔로라 붕 카르노 야구장과 라와망운 야구장 두 곳에서 번갈아 치러졌다.
이번 대회에서는 총 10개의 나라가 참가하며 사상 최대 규모로 치러졌다. 라오스, 스리랑카, 그리고 대회 개최국 인도네시아가 아시안게임 사상 처음으로 야구 종목에 출전했다. 각 조의 상위 3개 팀과 개최국 인도네시아팀이 본선에 진출하며, 나머지 하위 3개팀 사이에서 1차전을 치러 그 중 1위팀이 본선에 추가로 진출하는 식으로 진행되었다.

## 메달리스트
| 종목        | 금             | 은         | 동                  |
| ----------- | -------------- | ---------- | ------------------- |
| 남자 자세히 | 대한민국 (KOR) | 일본 (JPN) | 중화 타이베이 (TPE) |

## 경기 결과

### 1차전
| 팀       | 승 | 패 | 득 | 실 | 차  |
| -------- | -- | -- | -- | -- | --- |
| 태국     | 2  | 0  | 29 | 3  | +26 |
| 스리랑카 | 1  | 1  | 18 | 24 | -6  |
| 라오스   | 0  | 2  | 10 | 30 | -20 |

|  | 2차전 진출팀 |

| 2018년 8월 21일 14:00 | 태국   | 15 : 0 | 라오스 | GBK 야구장 |
| 2018년 8월 21일 14:00 | 리포트 |        |        | GBK 야구장 |

| 2018년 8월 22일 14:00 | 라오스 | 10 : 15 | 스리랑카 | GBK 야구장 |
| 2018년 8월 22일 14:00 | 리포트 |         |          | GBK 야구장 |

| 2018년 8월 23일 14:00 | 스리랑카 | 3 : 14 | 태국 | GBK 야구장 |
| 2018년 8월 23일 14:00 | 리포트   |        |      | GBK 야구장 |

### 2차전

#### A조
| 팀             | 승 | 패 | 득 | 실 | 차  |
| -------------- | -- | -- | -- | -- | --- |
| 일본           | 3  | 0  | 56 | 2  | +54 |
| 중화인민공화국 | 2  | 1  | 33 | 20 | +13 |
| 파키스탄       | 1  | 2  | 11 | 32 | -21 |
| 태국           | 0  | 3  | 1  | 37 | -36 |

|  | 슈퍼라운드 진출팀 |
|  | 순위결정전 진출팀 |

| 2018년 8월 26일 9:00 | 일본   | 15 : 0 | 파키스탄 | 라와망운 야구장 |
| 2018년 8월 26일 9:00 | 리포트 |        |          | 라와망운 야구장 |

| 2018년 8월 26일 14:00 | 중화인민공화국 | 15 : 0 | 태국 | 라와망운 야구장 |
| 2018년 8월 26일 14:00 | 리포트         |        |      | 라와망운 야구장 |

| 2018년 8월 27일 9:00 | 태국 | 1 : 8 | 파키스탄 | 라와망운 야구장 |
| 2018년 8월 27일 9:00 |      |       |          | 라와망운 야구장 |

| 2018년 8월 27일 14:00 | 일본 | 17 : 2 | 중화인민공화국 | 라와망운 야구장 |
| 2018년 8월 27일 14:00 |      |        |                | 라와망운 야구장 |

| 2018년 8월 28일 9:00 | 태국 | 0 : 24 | 일본 | 라와망운 야구장 |
| 2018년 8월 28일 9:00 |      |        |      | 라와망운 야구장 |

| 2018년 8월 28일 14:00 | 파키스탄 | 3 : 16 | 중화인민공화국 | 라와망운 야구장 |
| 2018년 8월 28일 14:00 |          |        |                | 라와망운 야구장 |

#### B조
| 팀            | 승 | 패 | 득 | 실 | 차  |
| ------------- | -- | -- | -- | -- | --- |
| 중화 타이베이 | 3  | 0  | 33 | 2  | +31 |
| 대한민국      | 2  | 1  | 37 | 5  | +32 |
| 홍콩          | 1  | 2  | 11 | 41 | -30 |
| 인도네시아    | 0  | 3  | 4  | 37 | -33 |

|  | 슈퍼라운드 진출팀 |
|  | 순위결정전 진출팀 |

| 2018년 8월 26일 12:00 | 홍콩   | 7 : 4 | 인도네시아 | GBK 야구장 |
| 2018년 8월 26일 12:00 | 리포트 |       |            | GBK 야구장 |

| 2018년 8월 26일 18:30 | 중화 타이베이 | 2 : 1 | 대한민국 | GBK 야구장 |
| 2018년 8월 26일 18:30 | 리포트        |       |          | GBK 야구장 |

| 2018년 8월 27일 12:00 | 홍콩 | 1 : 16 | 중화 타이베이 | GBK 야구장 |
| 2018년 8월 27일 12:00 |      |        |               | GBK 야구장 |

| 2018년 8월 27일 18:30 | 인도네시아 | 0 : 15 | 대한민국 | GBK 야구장 |
| 2018년 8월 27일 18:30 |            |        |          | GBK 야구장 |

| 2018년 8월 28일 12:00 | 대한민국 | 21 : 3 | 홍콩 | GBK 야구장 |
| 2018년 8월 28일 12:00 |          |        |      | GBK 야구장 |

| 2018년 8월 28일 18:30 | 중화 타이베이 | 15 : 0 | 인도네시아 | GBK 야구장 |
| 2018년 8월 28일 18:30 |               |        |            | GBK 야구장 |

#### 순위결정전(컨설레이션 라운드) (5-8위전)
| 2018년 8월 30일 12:00 | 인도네시아 | 2 : 10 | 파키스탄 | 라와망운 야구장 |
| 2018년 8월 30일 12:00 |            |        |          | 라와망운 야구장 |

| 2018년 8월 30일 18:00 | 태국 | 4 : 5 | 홍콩 | 라와망운 야구장 |
| 2018년 8월 30일 18:00 |      |       |      | 라와망운 야구장 |

| 2018년 8월 31일 12:00 | 홍콩 | 2 : 12 | 파키스탄 | 라와망운 야구장 |
| 2018년 8월 31일 12:00 |      |        |          | 라와망운 야구장 |

| 2018년 8월 31일 18:00 | 인도네시아 | 12 : 11 | 태국 | 라와망운 야구장 |
| 2018년 8월 31일 18:00 |            |         |      | 라와망운 야구장 |

#### 슈퍼라운드 (1-4위전)
| 2018년 8월 30일 14:00 | 대한민국 | 5 : 1 | 일본 | GBK 야구장 |
| 2018년 8월 30일 14:00 |          |       |      | GBK 야구장 |

| 2018년 8월 30일 20:30 | 중화인민공화국 | 0 : 1 | 중화 타이베이 | GBK 야구장 |
| 2018년 8월 30일 20:30 |                |       |               | GBK 야구장 |

| 2018년 8월 31일 16:00 | 대한민국 | 10 : 1 | 중화인민공화국 | GBK 야구장 |
| 2018년 8월 31일 16:00 |          |        |                | GBK 야구장 |

| 2018년 8월 31일 18:00 | 일본 | 5 : 0 | 중화 타이베이 | GBK 야구장 |
| 2018년 8월 31일 18:00 |      |       |               | GBK 야구장 |

### 결승전

#### 동메달 결정전
| 2018년 9월 1일 11:00 | 중화 타이베이 | 10 : 0 | 중화인민공화국 | GBK 야구장 |
| 2018년 9월 1일 11:00 |               |        |                | GBK 야구장 |

#### 결승전
| 2018년 9월 1일 16:00 | 일본 | 0 : 3 | 대한민국 | GBK 야구장 |
| 2018년 9월 1일 16:00 |      |       |          | GBK 야구장 |

## 논란
대한민국의 대표팀 발탁 과정에서 실력보다는 군면제를 위해 선수를 뽑는다는 논란이 있었다. 발탁되었어야 했던 선수인 이정후선수는 발탁되지 않았었고 다른 선수보다는 실력이 낮지만 군 문제가 있던 오지환선수와 박해민선수가 발탁되었다는 논란이 크게 일어났다. 이로 인해 선동열감독의 선수선발이 많은 야구팬들의 빈축을 샀다. 결국 이정후선수를 뽑았지만 오지환선수와 박해민선수를 뽑은 것은 논란이 되었고 게다가 오지환선수는 엎친데 덮친격으로 부진한 성적에 컨디션이 안 좋아 경기도 많이 출전을 안해서 논란은 더 커졌고 야구팬들 사이에서 큰 이슈가 되었다. 그리고 주로 아마추어가 출전하는 지역 대회에 병역혜택이 걸렸다는 이유로 KBO 리그까지 중단하면서 대한민국 야구 대표만 프로 올스타급 선수 구성으로 출전해야 했냐는 논란들도 있었다. 결국 선감독은 국회에서 조사까지 받게 되었으나 이것은 조금 지나친 처사라는 여론이 있었다.

## 참고
1. ↑  “Baseball Sports Technical Handbook” (PDF). asiangames2018.id. 2018년 6월 8일. 2018년 3월 10일에 원본 문서 (PDF)에서 보존된 문서. 2018년 7월 1일에 확인함.
2. ↑  “Baseball Game Schedule for 2018 Asian Games in Indonesia is unveiled”. 《www.baseballasia.org/》. Baseball Federation of Asia. 2018년 7월 18일. 2019년 7월 27일에 원본 문서에서 보존된 문서. 2018년 7월 22일에 확인함.